# سيرج بلان
سيرج بلان (بالفرنسية: Serge Blanc)‏ (22 سبتمبر 1972 في ليون) لاعب كرة قدم فرنسي معتزل كان يجيد اللعب في خط الدفاع .
بدأ بلان مسيرته الرياضية في نادي مونبلييه سنة 1991 ثم انتقل إلى نادي مرسيليا في سنة 1997 ثم إلى نادي ليون سنة 1999 . في موسمه الأول اشتهر بلان عالميا بعرقلته بعنف للمهاجم السويدي لنادي سيلتيك الاسكتلندي هنريك لارسون ونتيجة لذلك ابتعد لارسون عن الملاعب لعدة أشهر بسبب كسر في الرجل . في سنة 2001 انتقل إلى نادي مونبلييه بالإعارة إلى نادي مونبلييه . بعد تقديمه أداء عالي المستوى قرر مسئولو نادي مونبلييه تحويل عقد الإعارة إلى عقد دائم .

## وصلات خارجية
- سيرج بلان على موقع رابطة كرة القدم الفرنسية للمحترفين (الإنجليزية)
- سيرج بلان على موقع قاعدة بيانات كرة القدم.إي يو (الإنجليزية)
- سيرج بلان على موقع ليكيب (الفرنسية)